# Falmouth & Helston League
La Falmouth & Helston League era una lega calcistica inglese che copriva il sud della Cornovaglia. Consisteva in tre divisioni, in cui la massima divisione si trovava al livello 13 della piramide inglese. Una squadra della Division One poteva essere promossa in Cornwall Combination a patto che arrivava in uno dei primi tre posti e se lo stadio soddisfaceva i requisiti.
La lega si fuse con la Mining League al termine della stagione 2010-2011. Le due leghe in precedenza, avevano tre divisioni con 45 squadre. La nuova Trelawny League venne inaugurata a partire dalla stagione 2011-2012. Nel 2010 la Falmouth & Helston League ha celebrato il suo 50º anniversario.

## Albo d'oro

### Division One
2005-2006: St. Day

2006-2007: Porthleven riserve

2007-2008: Chacewater

2008-2009: Mawnan

2009-2010: Pendeen Rovers

2010-2011: Falmouth Athletic DC

### Division Two
2005-2006: Mawnan riserve

2006-2007: Falmouth Town III

2007-2008: Pendeen Rovers

2008-2009: Constantine

2009-2010: Perranporth riserve

2010-2011: St Day riserve

### Division Three
2005-2006: St. Day riserve

2006-2007: RNAS Culdrose riserve

2007-2008: Porthleven Rangers

2008-2009: Trispen riserve

2009-2010: Lanner 

2010-2011: Falmouth Athletic DC riserve